# Piotr Łuszew
Piotr Gieorgijewicz Łuszew (ros. Пётр Гео́ргиевич Лу́шев; ur. 18 października 1923 w Poboiszczu w obwodzie archangielskim, zm. 23 marca 1997 w Moskwie) – radziecki generał armii, Bohater Związku Radzieckiego (1983), I zastępca ministra obrony ZSRR, deputowany do Rady Najwyższej ZSRR 10. i 11. kadencji.

## Życiorys
Absolwent liceum w Archangielsku, do Armii Czerwonej wcielony po ataku Niemiec na ZSRR, w sierpniu 1941 roku. Walczył m.in. na froncie leningradzkim i w Kurlandii. Od 1944 roku dowódca plutonu strzeleckiego, od 1947 roku szef sztabu batalionu czołgów, od 1954 roku dowódca pułku. W 1951 roku przyjęty do WKP(b), w 1954 roku skończył studia w Akademii Wojsk Pancernych im. Stalina, a w 1966 roku – w Wojskowej Akademii Sztabu Generalnego Sił Zbrojnych ZSRR im. K. Woroszyłowa w Moskwie. Zastępca dowódcy, a następnie dowódca dywizji, w latach 1969–1971 pierwszy zastępca dowódcy, od 1971 roku dowódca 1 Gwardyjskiej Armii w Grupie Wojsk Radzieckich w Niemczech (Drezno). 1973–1975 pierwszy zastępca dowódcy Grupy Wojsk Radzieckich w Niemczech, 1975–1977 dowódca Wołżańskiego Okręgu Wojskowego, 1977–1980 dowódca Środkowoazjatyckiego Okręgu Wojskowego, 1980–1985 dowódca Moskiewskiego Okręgu Wojskowego, od 1981 roku w stopniu generała armii. 1985–1986 dowódca Grupy Wojsk Radzieckich w Niemczech, od 1986 I zastępca ministra obrony ZSRR. W latach 1989–1991 był ostatnim dowódcą Zjednoczonych Sił Zbrojnych Państw-Stron Układu Warszawskiego.
W latach 1979–1989 Łuszew był deputowanym do Rady Najwyższej ZSRR, natomiast od 1981 do 1990 roku był członkiem Komitetu Centralnego KPZR.

## Odznaczenia
- Złota Gwiazda (1983)
- Order Lenina (dwukrotnie)
- Order Czerwonego Sztandaru
- Order Wojny Ojczyźnianej I stopnia
- Order Czerwonej Gwiazdy (dwukrotnie)
- Order „Za służbę Ojczyźnie w Siłach Zbrojnych ZSRR” III stopnia
- Medal „Za obronę Leningradu”
- Medal „Za zwycięstwo nad Niemcami w Wielkiej Wojnie Ojczyźnianej 1941–1945”
- Medal jubileuszowy „Dwudziestolecia zwycięstwa w Wielkiej Wojnie Ojczyźnianej 1941–1945”
- Medal jubileuszowy „Trzydziestolecia zwycięstwa w Wielkiej Wojnie Ojczyźnianej 1941–1945”
- Medal jubileuszowy „Czterdziestolecia zwycięstwa w Wielkiej Wojnie Ojczyźnianej 1941–1945”
- Medal jubileuszowy „50-lecia zwycięstwa w Wielkiej Wojnie Ojczyźnianej 1941–1945”
- Medal jubileuszowy „30 lat Armii Radzieckiej i Floty”
- Medal jubileuszowy „40 lat Sił Zbrojnych ZSRR”
- Medal jubileuszowy „50 lat Sił Zbrojnych ZSRR”
- Medal jubileuszowy „60 lat Sił Zbrojnych ZSRR”